# Eupanacra sinuata
Eupanacra sinuata är en fjärilsart som beskrevs av Rothschild och Jordan 1903. Eupanacra sinuata ingår i släktet Eupanacra och familjen svärmare. Inga underarter finns listade i Catalogue of Life.